# Suzuki Bunji
Suzuki Bunji fue un político y activista laboral japonés. Fundó la organización Yūaikai, una organización para trabajadores.

## Primeros años y educación
Suzuki nació el 4 de septiembre de 1885 en lo que ahora es Kurihara, prefectura de Miyagi siendo el mayor de los hijos de Suzuki Masuji. Cuando tenía 10 años, él y su padre se convirtieron al cristianismo. Su familia comenzó a tener dificultades financieras cuando Suzuki estaba en la escuela secundaria, tenía que pagar su propio ingreso en la escuela. Bajo estas circunstancias y la influencia de Honma Shunpei, un misionero, se interesó en los problemas sociales. Ingresó a la Universidad Imperial de Tokio y con el estudiante de último año Sakuzō Yoshino, comenzó a asistir a la Iglesia Congregacional de Hongo ministrada por Ebina Danjo. Influenciado por la atmósfera democrática de la iglesia y simpatizando con las ideas reformistas de Kumazō Kuwata, Suzuki decidió convertirse en un activista social.

## Carrera
Después de graduarse de la universidad en 1909, Suzuki comenzó a trabajar en lo que ahora es Dai Nippon Printing. Consiguió un trabajo en el periódico Asahi Shimbun de Tokio en 1910. En 1911 se convirtió en secretario de un grupo unitario encabezado por Abe Isoo. También trabajó con un grupo laboral. En 1912 formó el Yūaikai con otras 14 personas, para que pudieran elevar el estatus de trabajadores. Suzuki fue el presidente. Las sucursales de la organización se abrieron en todo Japón, con un total de 51 a fines de 1915.
En 1915 y 1916, Suzuki viajó a Estados Unidos para aprender sobre los sindicatos allí. Mientras aprendía sobre los derechos laborales y las acciones de huelga, se inspiró para presionar a todas las organizaciones laborales a fusionarse para obtener más poder de negociación. En 1919, el Yūaikai se renombró a Nippon Rōdō Sōdōmei Yūaikai. En 1921, la organización se convirtió simplemente en el Nippon Rōdō Sōdōmei, o la Federación Japonesa del Trabajo. Ese año, el grupo pudo convencer a 30,000 trabajadores portuarios en Kobe para irse en huelga.
En 1926 ayudó a formar el Partido Socialdemócrata. Durante las elecciones generales japonesas de 1928, fue elegido miembro de la Cámara de Representantes en representación del cuarto distrito de Osaka. Fue una de las primeras ocho personas en ser elegidas para la Dieta sin afiliación a un partido político. Después de perder su puesto en 1930, fue reelegido en 1936 como miembro del Shakai Taishūtō.
En 1940, Saitō Takao fue expulsado de la Dieta por hacer un discurso cuestionando la "Guerra Santa" en China. Suzuki lo apoyó dejando el cargo junto con otros miembros de la Dieta. El 12 de marzo de 1946, Suzuki murió en Sendai, prefectura de Miyagi.